# Imigração uruguaia no Brasil
Uruguaio-brasileiro é um brasileiro de completa ou parcial ancestralidade uruguaia, ou um uruguaio residente no Brasil. O Brasil, possui aproximadamente 50.512 pessoas com cidadania uruguaia.